# Pachycondyla papuana
Pachycondyla papuana är en myrart som först beskrevs av Hugo Viehmeyer 1914.  Pachycondyla papuana ingår i släktet Pachycondyla och familjen myror. Inga underarter finns listade i Catalogue of Life.

## Bildgalleri

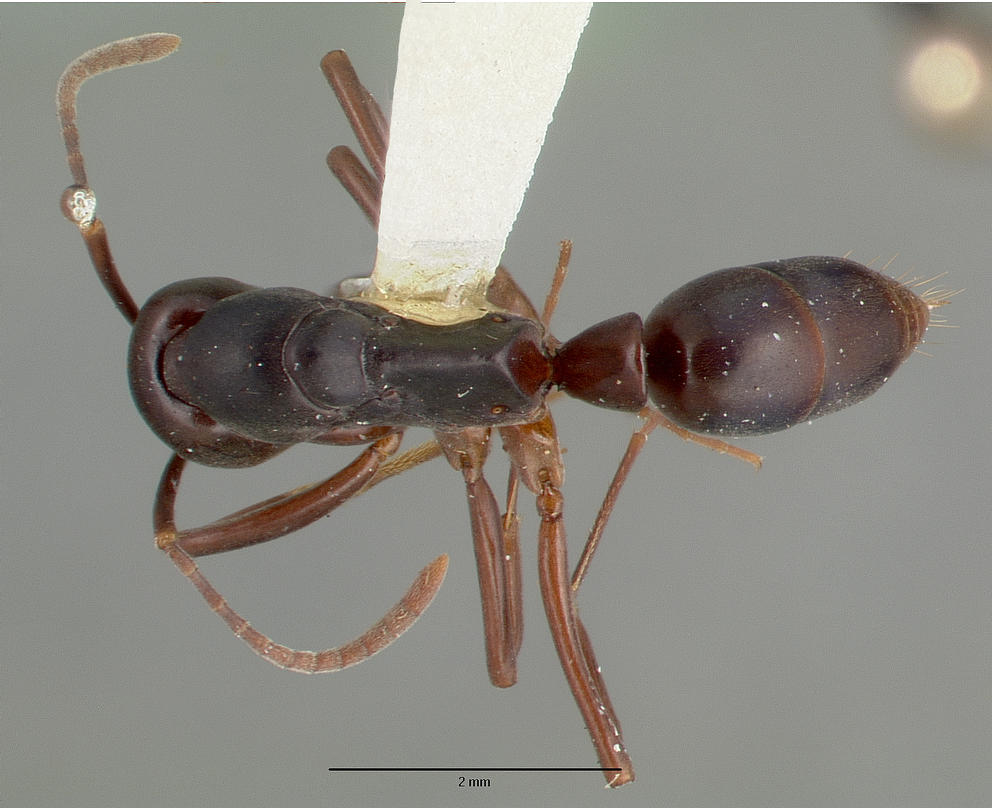
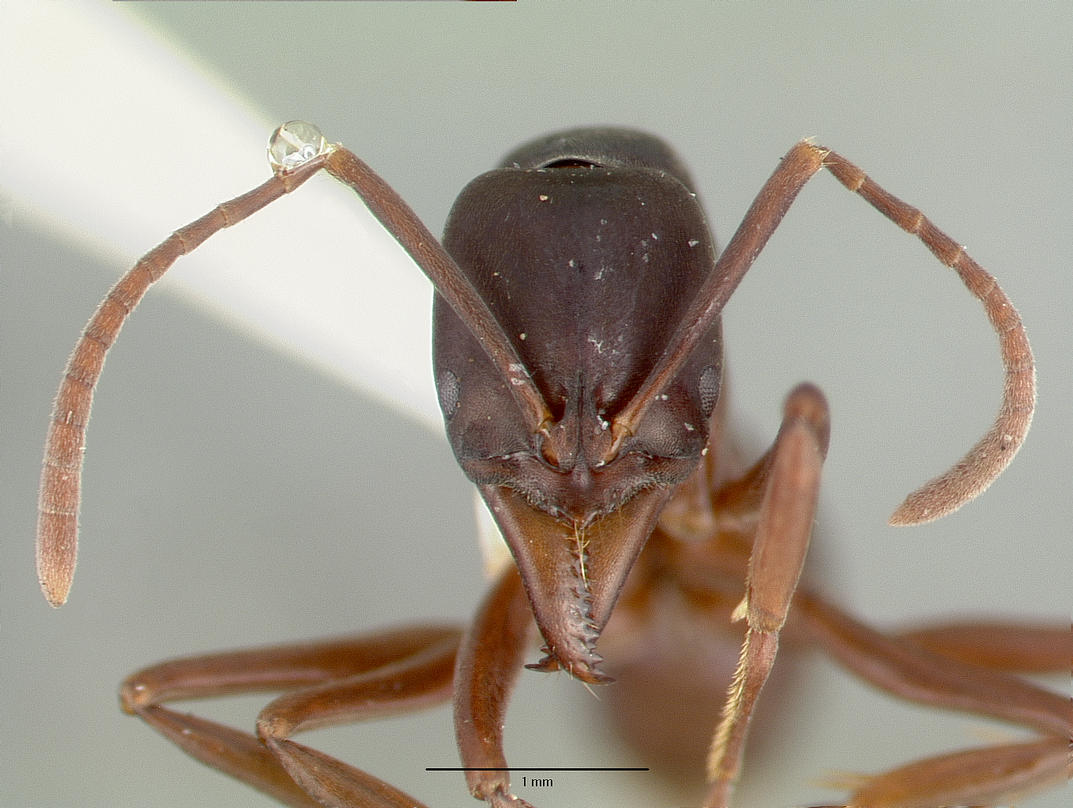
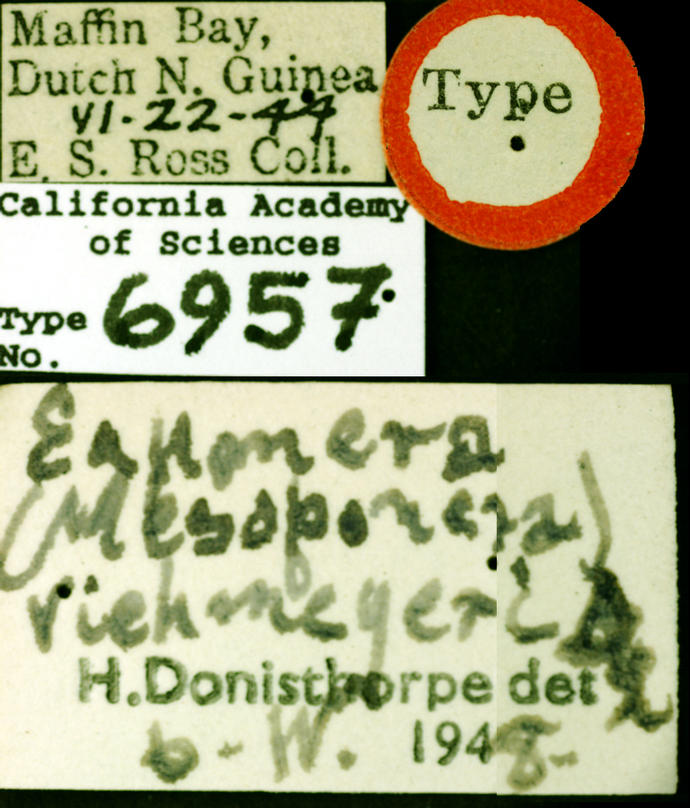
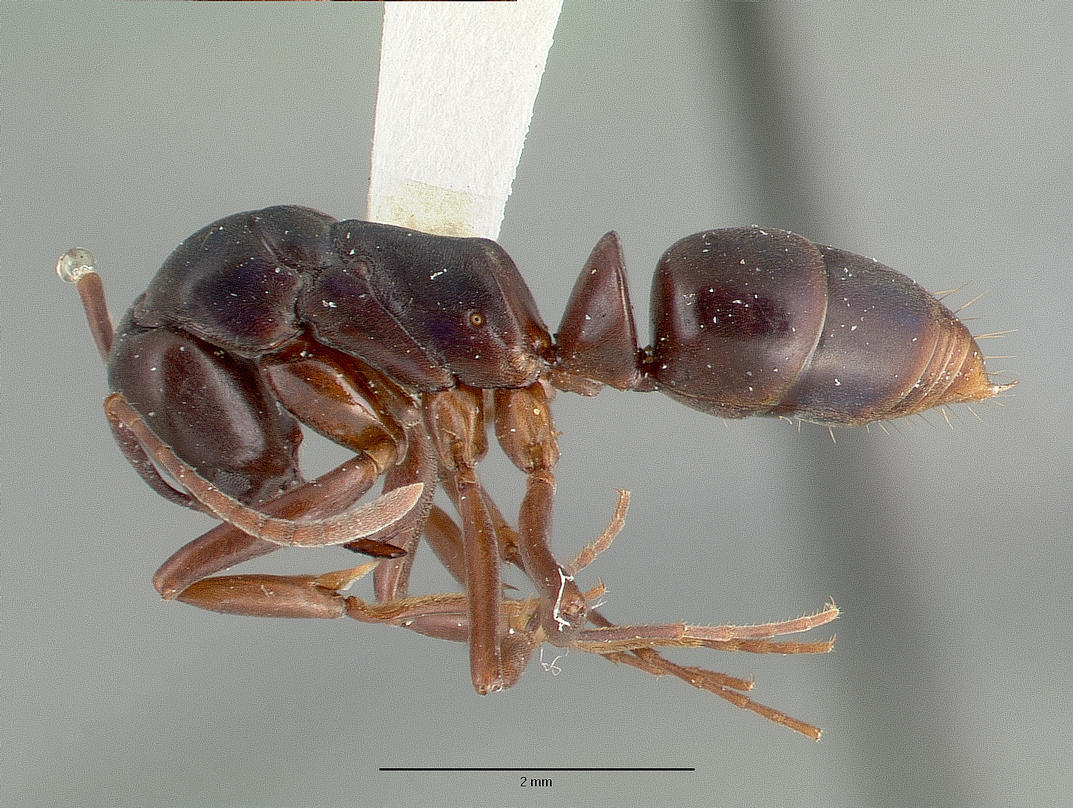